# National Football League 2025
La stagione NFL 2025 sarà la 106ª stagione sportiva della National Football League, la massima lega professionistica statunitense di football americano. La stagione regolare inizierà il 4 settembre 2025, con i Philadelphia Eagles (detentori del titolo) che ospiteranno i Dallas Cowboys nel NFL Kickoff Game, per poi concludersi il 4 gennaio 2026. I playoff inizieranno il successivo 10 gennaio per concludersi l'8 febbraio 2026 con il Super Bowl LX, la finale del campionato, che si disputerà al Levi's Stadium di Santa Clara, California.

## Transazioni di mercato

### Free agency
La free agency iniziò il 12 marzo 2025.
Tra i giocatori degni di nota ad avere cambiato maglia vi furono:
- Quarterback: Teddy Bridgewater (da Detroit a Tampa Bay), Sam Darnold (da Minnesota a Seattle), Justin Fields (da Pittsburgh ai New York Jets), Joe Flacco (da Indianapolis a Cleveland), Aaron Rodgers (dai New York Jets a Pittsburgh) e Russell Wilson (da Pittsburgh ai New York Giants).
- Running back: Nick Chubb (da Cleveland a Houston), J.K. Dobbins (dai Los Angeles Chargers a Denver), Rico Dowdle (da Dallas a Carolina), Najee Harris (da Pittsburgh ai Los Angeles Chargers) e Javonte Williams (da Denver a Dallas)
- Wide Receiver: Davante Adams (dai New York Jets ai Los Angeles Rams), Dyami Brown (da Washington a Jacksonville), Mack Hollins (da Buffalo a New England), Stefon Diggs (da Houston a New England), DeAndre Hopkins (da Kansas City a Baltimore), Cooper Kupp (dai Los Angeles Rams a Seattle), Tyler Lockett (da Seattle a Tennessee), Josh Palmer (dai Los Angeles Chargers a Buffalo) e Mike Williams (da Pittsburgh ai Los Angeles Chargers)
- Tight end: Evan Engram (da Jacksonville a Denver)
- Offensive linemen: Aaron Banks (da San Francisco a Green Bay), Drew Dalman (da Atlanta a Chicago), Will Fries (da Indianapolis a Minnesota), Teven Jenkins (da Chicago a Cleveland), Ryan Kelly (da Indianapolis a Minnesota), Dan Moore (da Pittsburgh a Tennessee), Jaylon Moore (da San Francisco a Kansas City) e Morgan Moses (dai New York Jets a New England)
- Defensive linemen: Jonathan Allen (da Washington a Minnesota), Joey Bosa (dai Los Angeles Chargers a Buffalo), Calais Campbell (da Miami a Arizona), Leonard Floyd (da San Francisco ad Atlanta), Javon Hargrave (da San Francisco a Minnesota), Grady Jarrett (da Atlanta a Chicago), Javon Kinlaw (dai New York Jets a Washington), DeMarcus Lawrence (da Dallas a Seattle), Dayo Odeyingbo (da Indianapolis a Chicago), Haason Reddick (dai New York Jets a Tampa Bay), Josh Sweat (da Philadelphia a Arizona), Tershawn Wharton (da Kansas City a Carolina), Milton Williams (da Philadelphia a New England) e Chase Young (da San Francisco a New Orleans).
- Linebacker: Cody Barton (da Denver a Tennessee), Dre Greenlaw (da San Francisco a Denver), Harold Landry (da Tennessee a New England), Von Miller (da Buffalo a Washington) e Robert Spillane (da Las Vegas a New England)
- Defensive back: Paulson Adebo (da New Orleans ai New York Giants), Jaire Alexander (da Green Bay a Baltimore), Camryn Bynum (da Minnesota a Indianapolis), Carlton Davis (da Detroit a New England), Kristian Fulton (dai Los Angeles Chargers a Kansas City), Nate Hobbs (da Las Vegas a Green Bay), Jevon Holland (da Miami ai New York Giants), Talanoa Hufanga (da San Francisco a Denver), Trevon Moehrig (da Las Vegas a Carolina), D.J. Reed (dai New York Jets a Detroit), Justin Reid (da Kansas City a New Orleans), Darius Slay (da Philadelphia a Pittsburgh) e Charvarius Ward (da San Francisco a Indianapolis).
- Kicker: Matt Gay (da Indianapolis a Washington).
- Punter: Riley Dixon (da Denver a Tampa Bay), Johnny Hekker (da Carolina a Tennessee) e Ryan Stonehouse (da Tennessee a Miami).

### Scambi
I seguenti scambi di rilievo furono effettuati durante la stagione:
- 12 marzo: i San Francisco 49ers scambiarono il WR Deebo Samuel con Washington per una scelta del quinto giro del Draft 2025.[3]
- 12 marzo: i Kansas City Chiefs scambiarono la G Joe Thuney con Chicago per una scelta del quarto giro del Draft 2026.[4]
- 12 marzo: gli Houston Texans scambiarono l'OT Laremy Tunsil e una scelta del quarto giro del Draft 2025 con Washington per una scelta del terzo e una del settimo giro del Draft 2025 e una scelta del secondo e del quarto giro del Draft 2026.[5]
- 12 marzo: i Seattle Seahawks scambiarono il WR D.K. Metcalf e una scelta del sesto giro del Draft 2025 con Pittsburgh per una scelta del secondo giro e una del settimo giro del Draft 2025.[6]
- 12 marzo: i Philadelphia Eagles scambiarono la S C.J. Gardner-Johnson e una scelta del sesto giro del Draft 2025 con Houston per la G Kenyon Green e una scelta del quinto giro del Draft 2026.[7]
- 13 marzo: i Seattle Seahawks scambiarono il QB Geno Smith con Las Vegas per una scelta del terzo giro del Draft 2025.[8]
- 13 marzo: i Philadelphia Eagles scambiarono il QB Kenny Pickett con Cleveland per il QB Dorian Thompson-Robinson e una scelta del quinto giro del Draft 2025.[9]
- 7 maggio: i Pittsburgh Steelers scambiarono il WR George Pickens e una scelta del sesto giro del Draft 2027 con Dallas in cambio di una scelta al terzo giro del Draft 2026 e una al quinto giro del Draft 2027.[10]
- 30 giugno: i Miami Dolphins scambiarono il CB Jalen Ramsey, il TE Jonnu Smith e una scelta del settimo giro del Draft 2027 con Pittsburgh per la S Minkah Fitzpatrick e una scelta del quinto giro del Draft 2027.[11]
- 1° luglio: i New York Giants scambiarono il TE Darren Waller e una scelta del settimo giro del Draft 2027 con Miami in cambio di una scelta al sesto giro del Draft 2026.[12]
- 5 agosto: i Las Vegas Raiders scambiarono il CB Jakorian Bennett con Philadelphia in cambio del DT Thomas Booker.[13][14]
- 18 agosto: i Philadelphia Eagles scambiarono il TE Harrison Bryant e una scelta del quinto giro del Draft 2026 con Houston in cambio del WR John Metchie III e una scelta al sesto giro del Draft 2026.[15]
- 18 agosto: i New Orleans Saints scambiarono il DT Khalen Saunders con Jacksonville per l'OL Luke Fortner.[16]

### Ritiri

#### Ritiri degni di nota
- OT Terron Armstead – cinque volte Pro Bowler e una volta All-Pro (second-team). Ha giocato per New Orleans e Miami nei suoi 12 anni di carriera.[17]
- QB Derek Carr – quattro volte Pro Bowler. Ha giocato per Oakland/Las Vegas e New Orleans nei suoi 11 anni di carriera.[18]
- WR Julio Jones – sette volte Pro Bowler e cinque volte All-Pro (due first-team, tre second-team). Ha giocato per Atlanta, Tennessee, Tampa Bay e Philadelphia nei suoi 13 anni di carriera.[19]
- G Zack Martin – nove volte Pro Bowler e nove volte All-Pro (sette first-team, due second-team). Ha sempre giocato per Dallas nei suoi 11 anni di carriera.[20]
- S Tyrann Mathieu – tre volte Pro Bowler e quattro volte All-Pro (tre first-team, una second-team), e vincitore del Super Bowl LIV. Ha giocato per Arizona, Houston, Kansas City e New Orleans nei suoi 12 anni di carriera.[21]
- LB C.J. Mosley – cinque volte Pro Bowler e cinque volte nel second-team All-Pro. Ha giocato per Baltimore e i New York Jets nei suoi 11 anni di carriera.[22]
- OT Jason Peters – nove volte Pro Bowler, sei volte All-Pro (due first-team, quattro second team) e vincitore del Super Bowl LII. Ha giocato per Buffalo, Philadelphia, Chicago, Dallas e Seattle nei suoi 21 anni di carriera.[23]
- CB Patrick Peterson – otto volte Pro Bowler e tre volte first-team All-Pro. Ha giocato per Arizona, Minnesota e Pittsburgh nei suoi 13 anni di carriera.[24]
- C Frank Ragnow – quattro volte Pro Bowler e tre volte nel second-team All-Pro. Ha sempre giocato per Detroit nei suoi sette anni di carriera.[25]
- G Brandon Scherff – cinque volte Pro Bowler e una volta nel first-team All-Pro. Ha giocato per  Washington e Jacksonville nei suoi 10 anni di carriera.[26]
- OT Tyron Smith – otto volte Pro Bowler e cinque volte All-Pro (due first-team, tre second-team). Ha giocato per Dallas e i New York Jets nei suoi 14 anni di carriera.[27]
- DT Ndamukong Suh – cinque volte Pro Bowler e cinque volte All-Pro (tre first-team, due second-team) e vincitore del Super Bowl LV. Ha giocato per Detroit, Miami, i Los Angeles Rams, Tampa Bay e Philadelphia nei suoi 13 anni di carriera.[28]

#### Altri ritiri
- Brian Allen[29]
- David Andrews[30]
- Justin Bethel[31]
- Matt Breida[32]
- Jason Cabinda[33]
- Lorenzo Carter[34]
- John Cominsky[35]
- Chris Conley[36]
- Mason Crosby[37]
- Vinny Curry[38]
- Ronald Darby[39]
- Tommy Doyle[40]
- Zach Evans[41]
- Jon Feliciano[42]
- Brandon Graham[43]
- Dallin Holker[44]
- Sam Hubbard[45]
- Micah Hyde[46]
- Jaleel Johnson[47]
- David Mayo[48]
- Rodney McLeod[49]
- Mitch Morse[50]
- Keanu Neal[51]
- Michael Pierce[52]
- Mike Purcell[53]
- Ryan Ramczyk[54]
- Isaac Rochell[55]
- Elerson Smith[56]
- Jordan Travis[57]
- Ryan Watts[58]
- Connor Williams[59]
- K'Waun Williams[60]
- Mike Williams[61]

### Draft

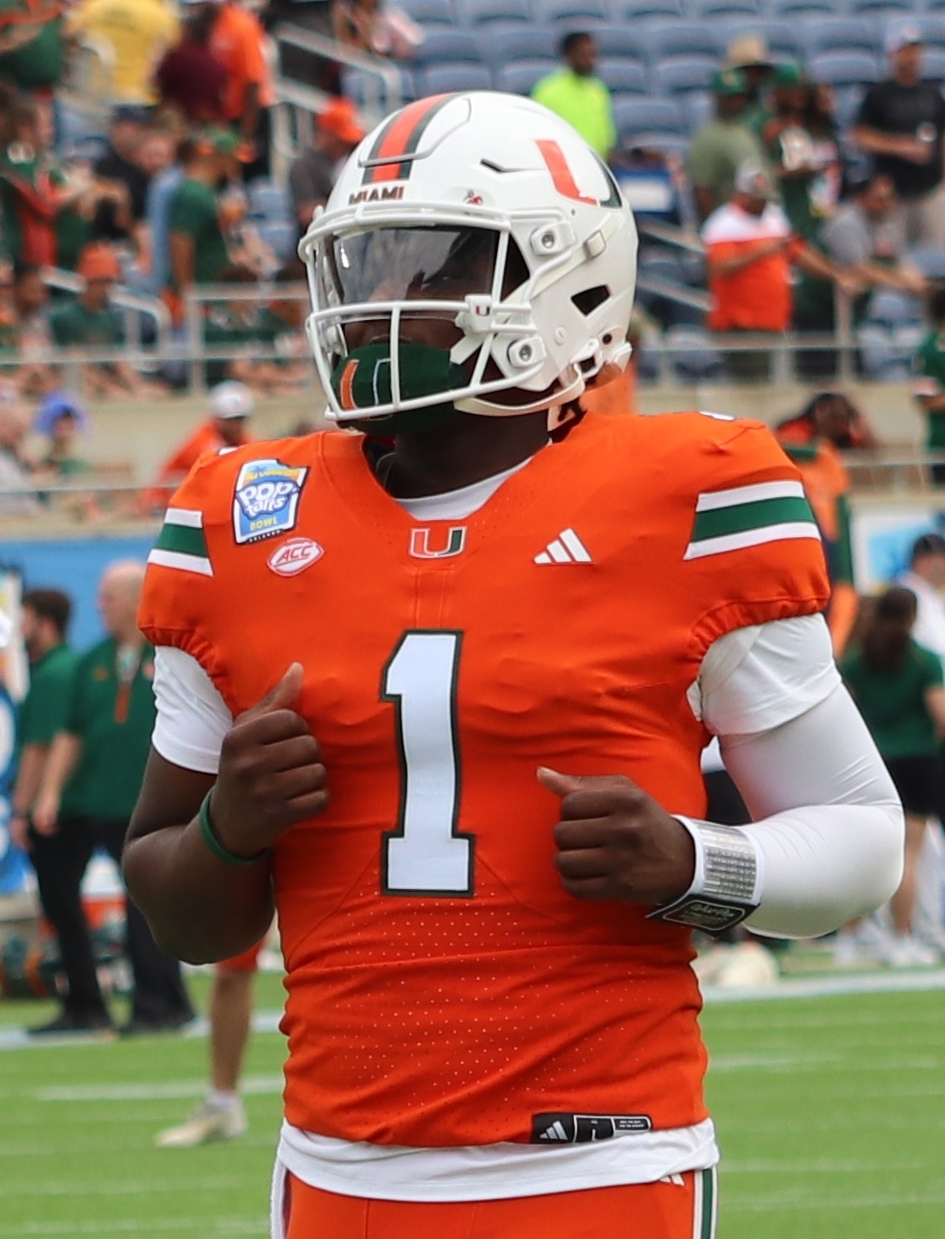
La prima scelta assoluta del Draft 2025 Cam Ward

Il Draft NFL 2025 è tenuto a Green Bay, Wisconsin, dal 24 al 26 aprile 2025. La prima scelta assoluta era in possesso dei Tennessee Titans che l'hanno utilizzata per scegliere il quarterback All-American Cam Ward da Miami.

## Stagione regolare
La stagione regolare inizierà il 4 settembre 2025 con l'incontro inaugurale tra i Philadelphia Eagles, vincitori del Super Bowl LIX, e i Dallas Cowboys. Il calendario sarà reso noto il 14 maggio 2025. Gli accoppiamenti intraconference e interconference sono i seguenti:
Intraconference
- AFC East vs. AFC North
- AFC South vs. AFC West
- NFC East vs. NFC North
- NFC South vs. NFC West

Interconference
- AFC East vs. NFC South
- AFC North vs. NFC North
- AFC South vs. NFC West
- AFC West vs. NFC East

Gara supplementare Interconference
- AFC East vs. NFC East
- AFC North vs. NFC West
- AFC South vs. NFC South
- AFC West vs. NFC North

## Cambi di allenatore

### Prima dell'inizio della stagione
| Squadra              | Allenatore 2024 | Allenatore a interim | Allenatore 2025      | Ragione        |
| -------------------- | --------------- | -------------------- | -------------------- | -------------- |
| Chicago Bears        | Matt Eberflus   | Thomas Brown         | Ben Johnson          | Licenziamento  |
| Dallas Cowboys       | Mike McCarthy   | Mike McCarthy        | Brian Schottenheimer | Fine contratto |
| Jacksonville Jaguars | Doug Pederson   | Doug Pederson        | Liam Coen            | Licenziamento  |
| New England Patriots | Jerod Mayo      | Jerod Mayo           | Mike Vrabel          | Licenziamento  |
| Las Vegas Raiders    | Antonio Pierce  | Antonio Pierce       | Pete Carroll         | Licenziamento  |
| New Orleans Saints   | Dennis Allen    | Darren Rizzi         | Kellen Moore         | Licenziamento  |
| New York Jets        | Robert Saleh    | Jeff Ulbrich         | Aaron Glenn          | Licenziamento  |